# Кинески пругасти хрчак
Кинески пругасти хрчак (лат. Cricetulus barabensis) је азијска врста хрчка. 

## Распрострањење
Ареал кинеског пругастог хрчка је ограничен на мањи број држава: Русију, Кину, Кореју и Монголију.

## Станиште
Кинески пругасти хрчак насељава шуме, поља риже, полупустиње и пустиње. 

## Угроженост
Ова врста је наведена као последња брига, јер има широко распрострањење и честа је врста.